# Mathiveri
Mathiveri is een van de bewoonde eilanden van het Alif Alif-atol behorende tot de Maldiven.

## Demografie
Mathiveri telt (stand maart 2007) 340 vrouwen en 379 mannen.